# Pegalajar
Pegalajar è un comune spagnolo di 3 118 abitanti situato nella comunità autonoma dell'Andalusia.